# Kanton Saint-Georges-en-Couzan
Der Kanton Saint-Georges-en-Couzan war bis 2015 ein französischer Wahlkreis im Arrondissement Montbrison, im Département Loire und in der früheren Region Rhône-Alpes. Er umfasste neun Gemeinden, Hauptort war Saint-Georges-en-Couzan. Vertreter im conseil général des Départements war François Combes.

## Gemeinden
| Gemeinde                 | Einwohner Jahr | Fläche km² | Bevölkerungsdichte | Code INSEE | Postleitzahl |
| ------------------------ | -------------- | ---------- | ------------------ | ---------- | ------------ |
| Chalmazel-Jeansagnière   | 464 (2013)     | –          | – Einw./km²        | 42039      | 42920        |
| Châtelneuf               | 318 (2013)     | –          | – Einw./km²        | 42054      | 42940        |
| Jeansagnière             | 81 (2013)      | –          | – Einw./km²        | 42114      | 42920        |
| Palogneux                | 79 (2013)      | –          | – Einw./km²        | 42164      | 42990        |
| Sail-sous-Couzan         | 944 (2013)     | –          | – Einw./km²        | 42195      | 42890        |
| Saint-Bonnet-le-Courreau | 723 (2013)     | –          | – Einw./km²        | 42205      | 42940        |
| Saint-Georges-en-Couzan  | 424 (2013)     | –          | – Einw./km²        | 42227      | 42990        |
| Saint-Just-en-Bas        | 302 (2013)     | –          | – Einw./km²        | 42247      | 42990        |
| Sauvain                  | 379 (2013)     | –          | – Einw./km²        | 42298      | 42990        |